# Rue Claude-Lorrain
Ne doit pas être confondu avec Villa Claude-Lorrain.
La rue Claude-Lorrain est une voie du 16e arrondissement de Paris, en France.

## Situation et accès
Longue de 244 mètres, elle commence au 82, rue Boileau et finit au 79, rue Michel-Ange.
Le quartier est desservi par la ligne 9 à la station Exelmans.

## Origine du nom

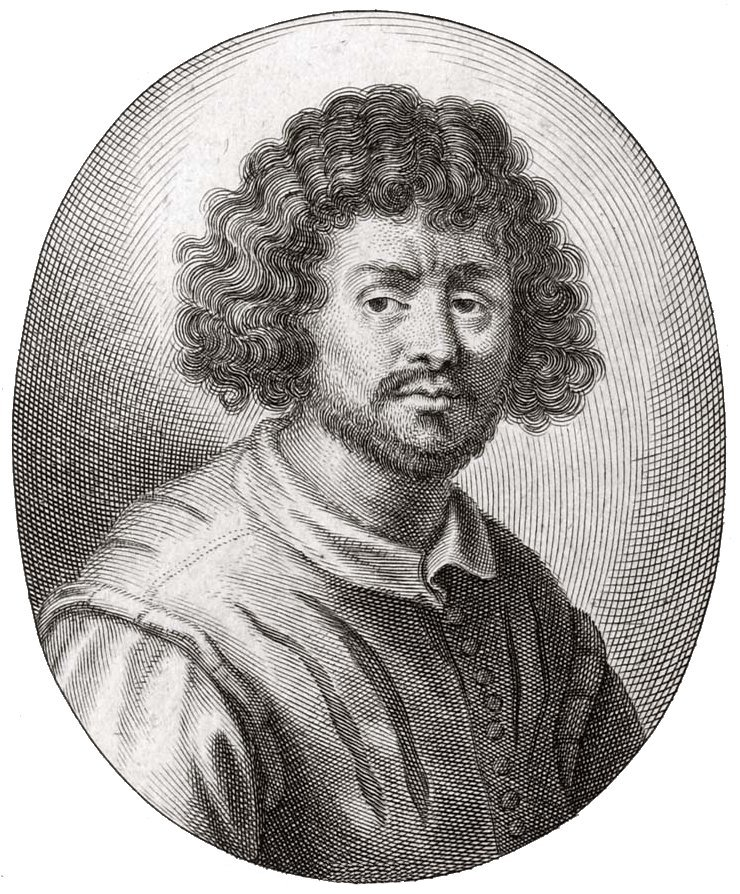
Claude Gellée, dit Le Lorrain.

Elle est nommée en l'honneur du peintre français Claude Gellée, surnommé Le Lorrain (1600-1682).

## Historique
Cette voie, qui est tracée sur le plan cadastral de 1823 de l'ancienne commune d'Auteuil, est appelée « allée du Cimetière » car donnant sur le cimetière d'Auteuil. Elle est ensuite renommée passage des Clos.
Après le rattachement de cette commune à Paris par la loi du 16 juin 1859, le passage est prolongé jusqu'à la rue Michel-Ange, en vertu d'un arrêté préfectoral du 4 novembre 1869 et est officiellement rattaché à la voirie parisienne par un décret du 14 juillet 1877.
En 1946, la partie de la rue Claude-Lorrain comprise entre les rues Chardon-Lagache et Boileau prend le nom de « rue Charles-Marie-Widor ».

## Bâtiments remarquables et lieux de mémoire
- No 1 : à ce niveau débouchait l'impasse Claude-Lorrain, voie qui a disparu[1].
- No 14 : hôtel particulier construit en 1913 par Auguste Perret, pour le peintre belge Théo van Rysselberghe (1862-1926)[3].
- No 18 : chapelle Sainte-Geneviève d'Auteuil, non visible depuis la rue. Construite au tournant du XXe siècle, il s'agit initialement d'une chapelle annexe de la paroisse Notre-Dame-d'Auteuil, dévolue aux religieuses de l'Assomption (à l'origine également accessible depuis le no 24)[1].
- No 19 : église orthodoxe de Tous-les-Saints-de-la-Terre-Russe (ru).
Entrée de l'avenue Georges-Risler (voie privée).
- No 22 bis : crèche La Maison bleue.
- No 33 : Maurice Dormann, son épouse Alice et sa fille Geneviève y ont vécu[4].
- No 41 : avenue de La Frillière.
- No 57 : cimetière d'Auteuil[1].

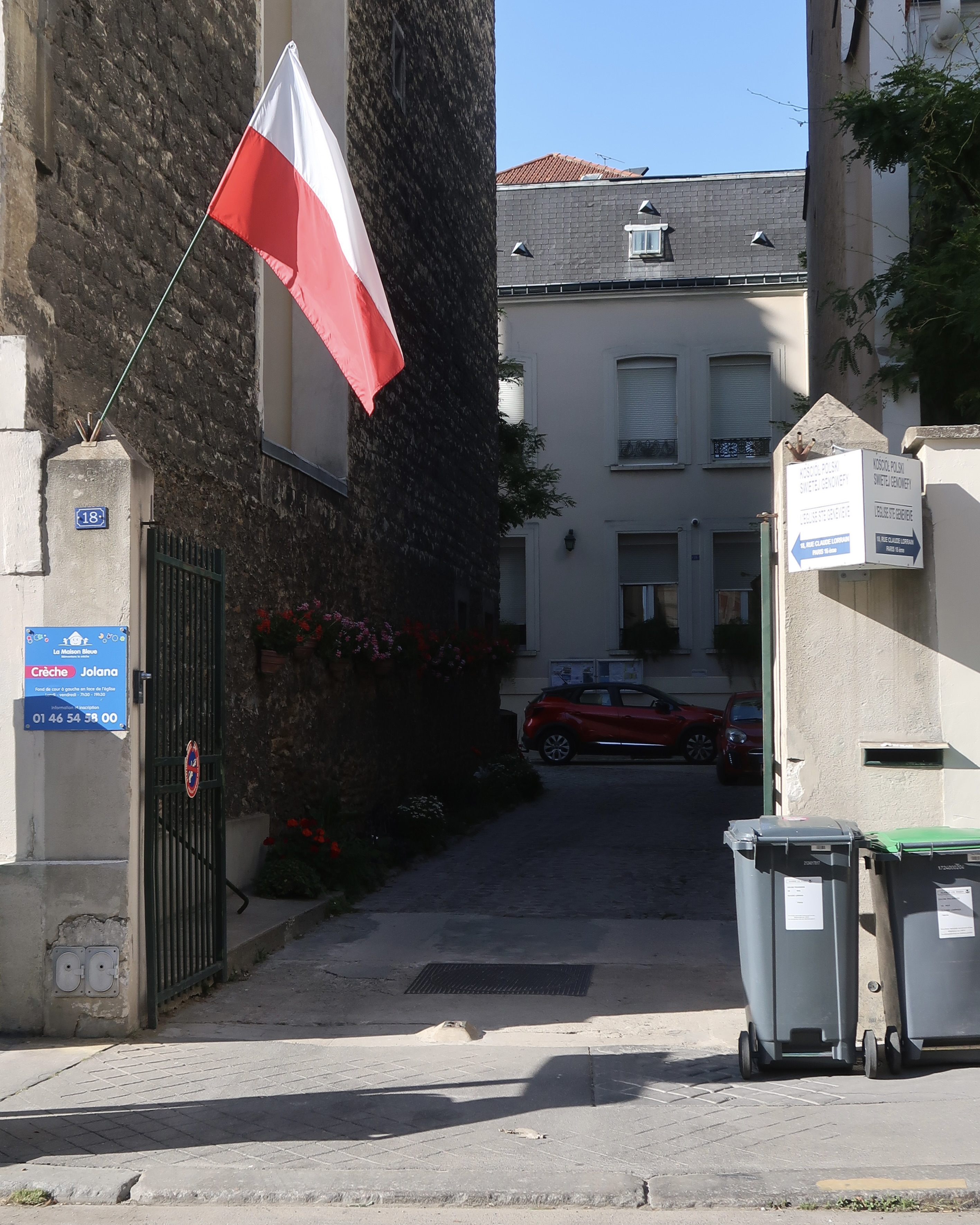
Entrée du passage conduisant à l'église polonaise au no 18.
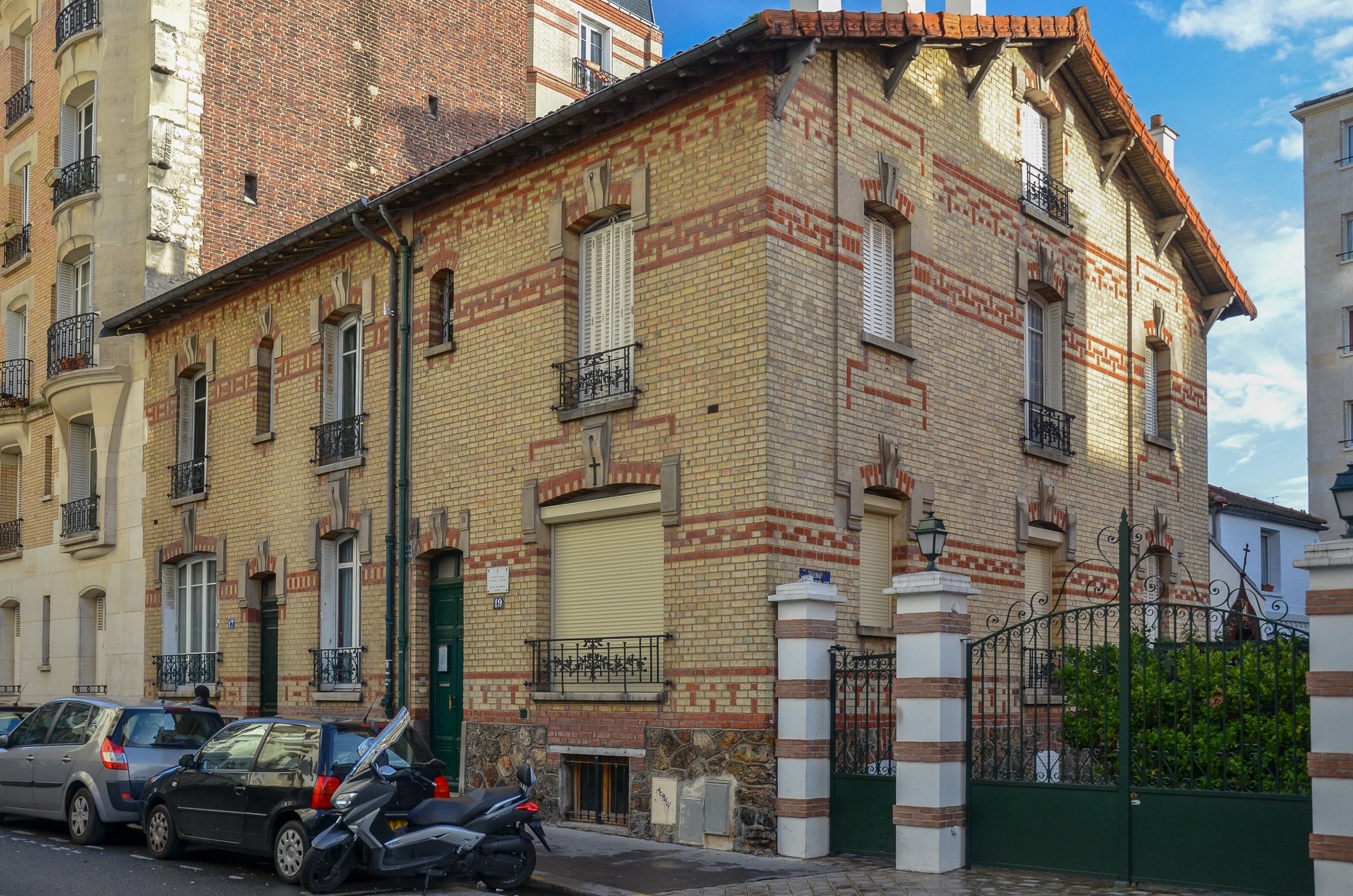
Église orthodoxe au no 19.
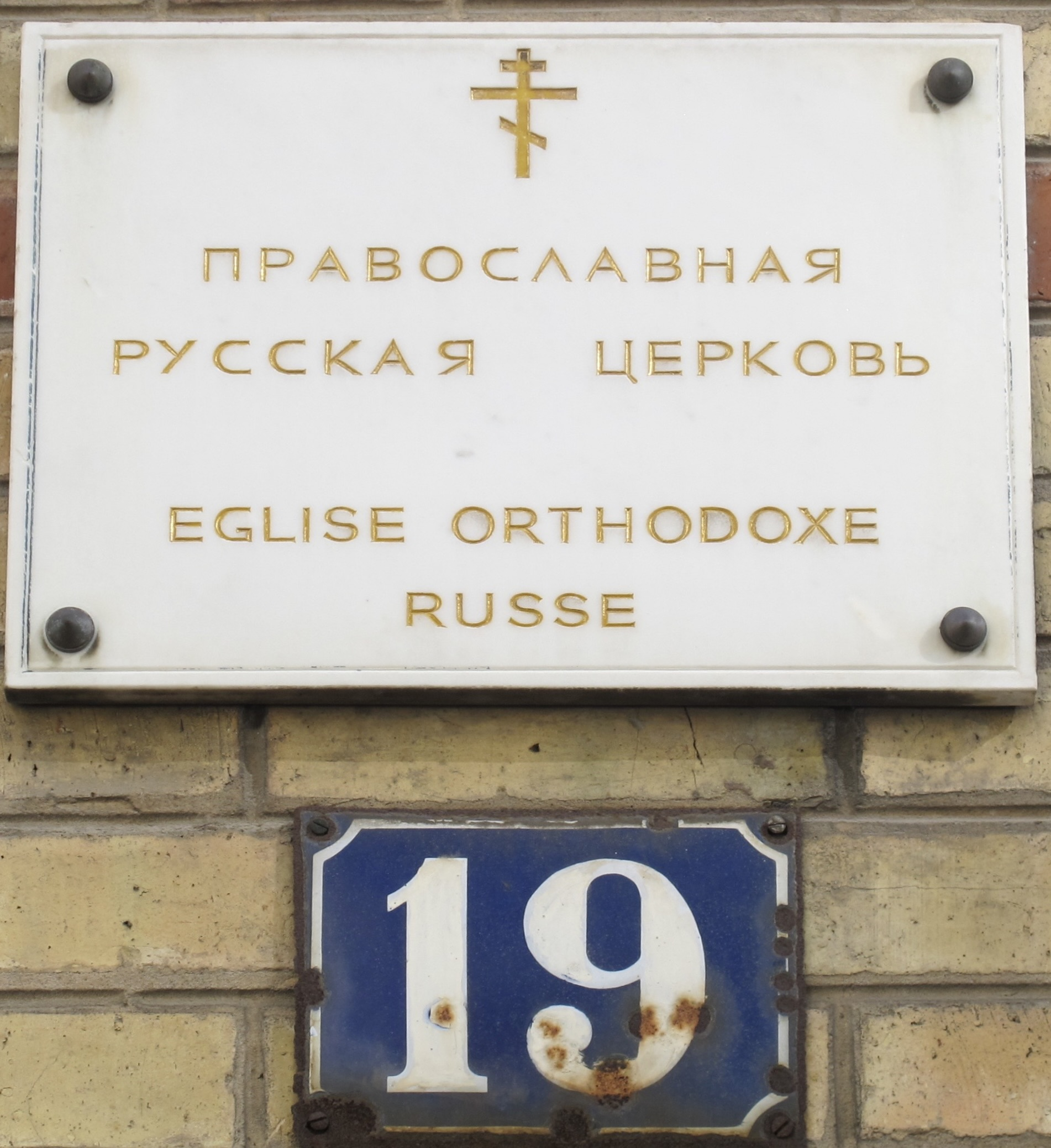
Plaque au no 19.
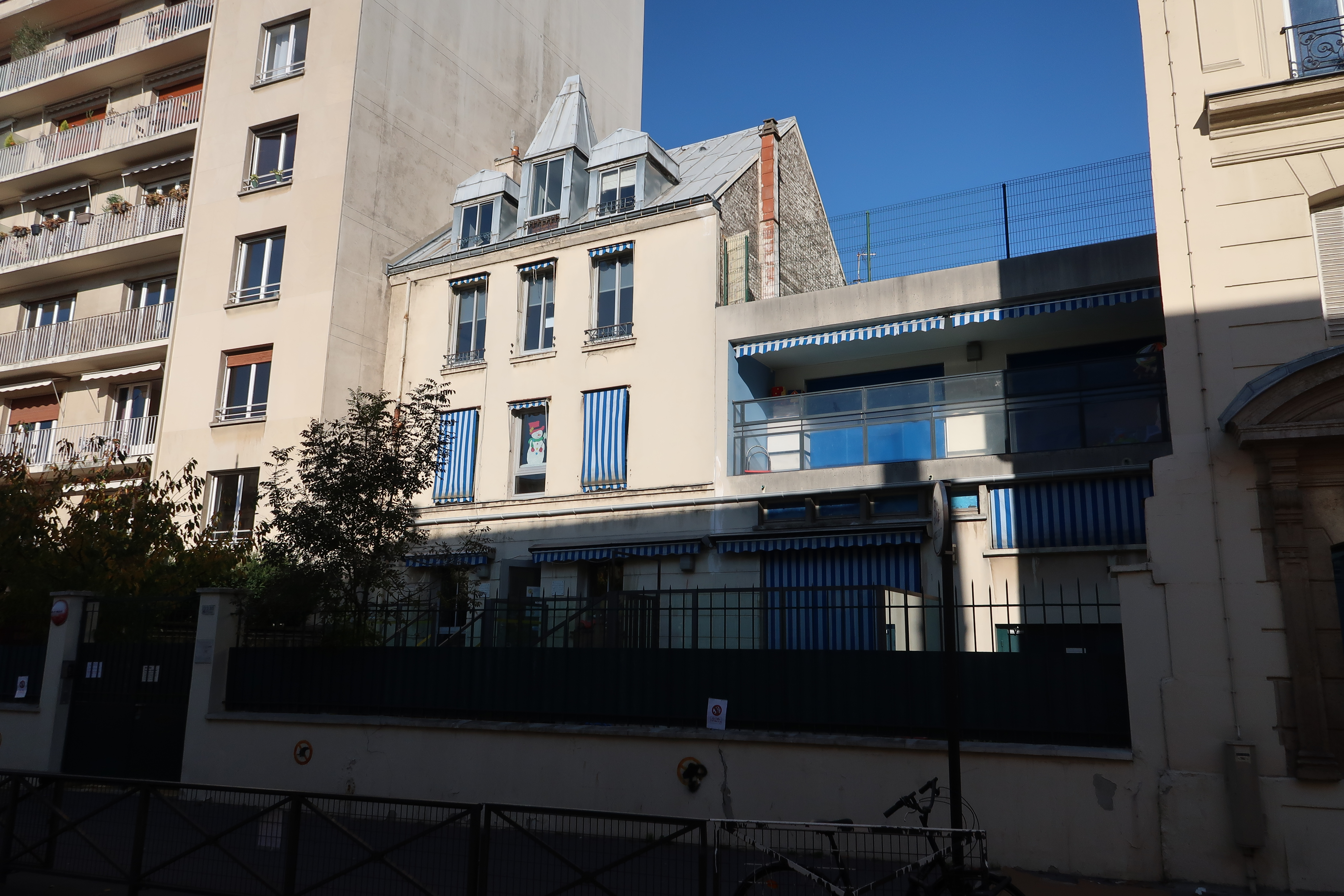
Crèche au no 22 bis.
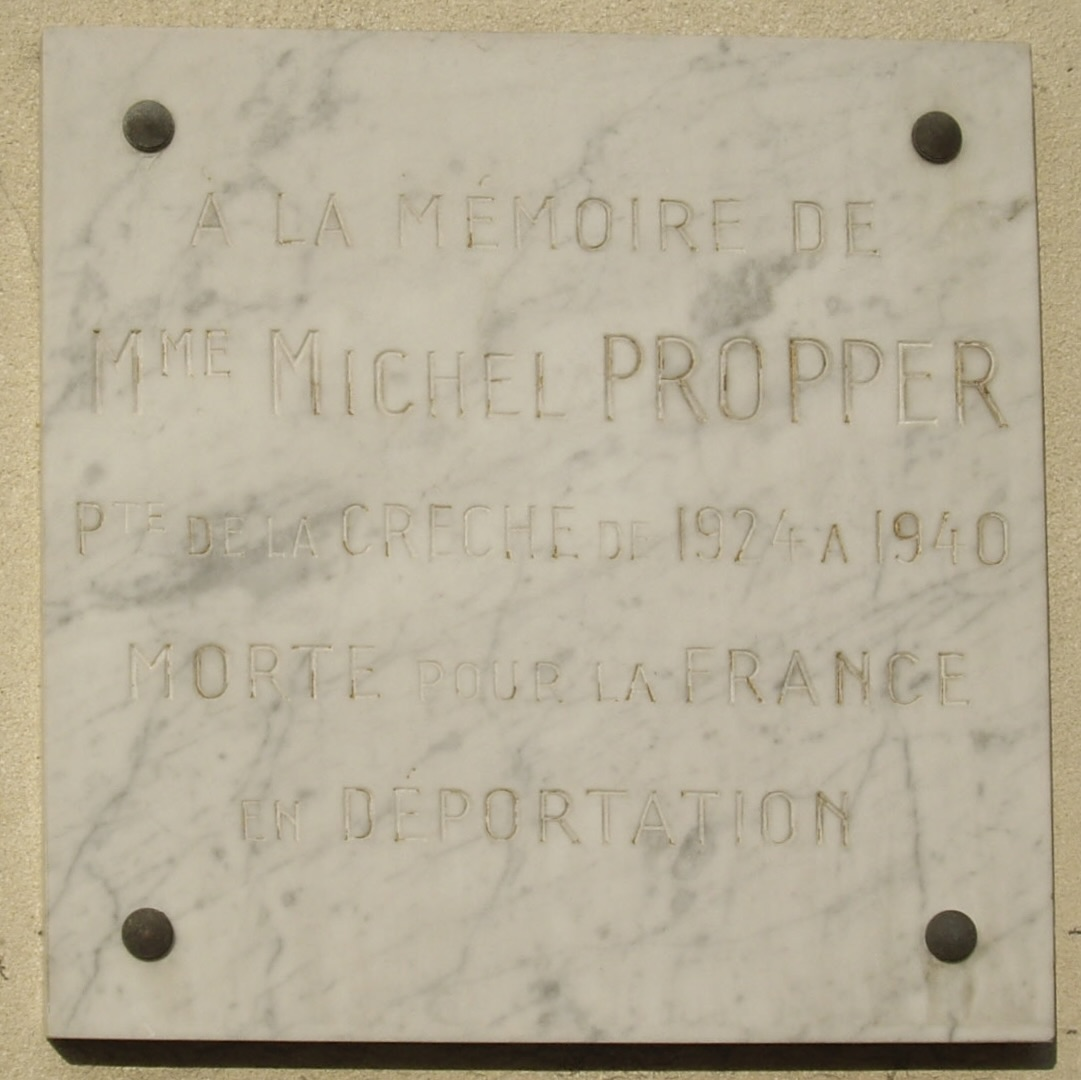
Plaque au no 22 bis.
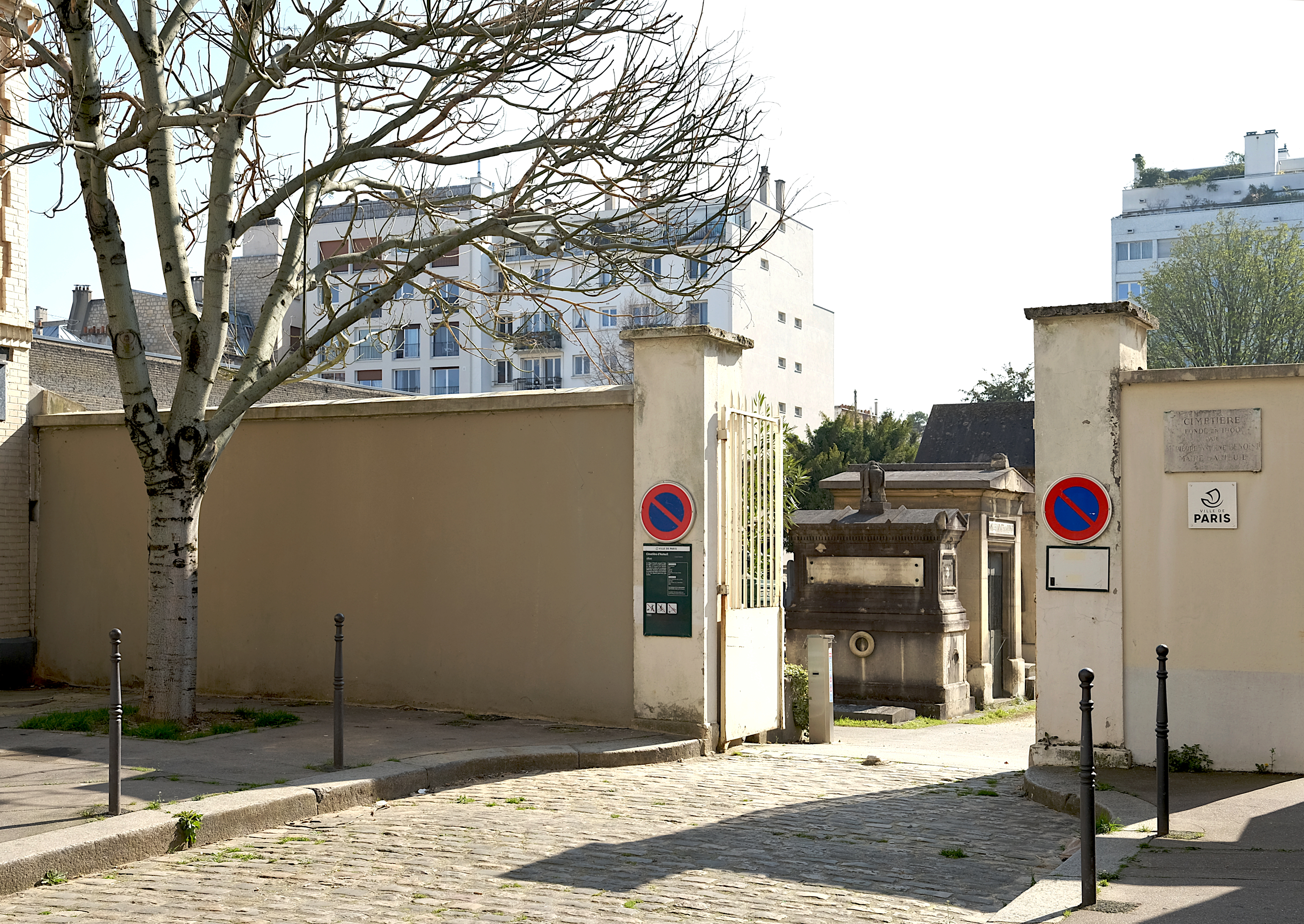
no 57 : entrée du cimetière d'Auteuil.